# 張添根
張添根（1914年—1996年）生於日治臺灣臺中廳葫蘆墩支廳栜東下堡（今臺中市大雅區），為鴻禧企業集團、鴻禧美術館、國產汽車股份有限公司創辦人。1996年逝世於臺北市，享壽82歲。

## 生平簡歷
1914年張添根出生於臺中廳葫蘆墩支廳栜東下堡（今臺中市大雅區）的望族世家，祖父為清朝秀才，9歲時隨父親購得汕頭鐵繪花瓶，自此對收藏文物產生興趣。臺中州立臺中第一中學校（今國立臺中第一高級中學）畢業後，1934年被推舉為農會理事長，1944年出任鄉民代表會主席，1951年當選第1屆臺中縣議員。後來由農轉商，成立永太行專營交通器材的進出口貿易。
1953年實施耕者有其田條例，張氏家族許多農地被徵收，發放給佃農。張添根乃決定將事業遷往臺北，改組成永太貿易公司，派出其弟張允中駐日，成為日支製造所與日產汽車在臺總代理。1958年3月17日張添根與其弟張建安、張允中、妹婿許雲霞（永大機電創辦人）共同出資創立國產汽車股份有限公司，成為裕隆汽車之全省總經銷，正式跨入汽車銷售的領域。後來張添根和國立臺灣大學經濟系畢業的弟弟張建安一同管理，以國產汽車為主軸展開多角化經營，逐漸向營造、地產開發、電腦資訊、育樂、食品、超級市場、飯店等產業。
張添根喜蒐藏藝術品，在1980年代時他便藉由其堂號「養和堂」名義，透過國立歷史博物館在臺灣與國外展出其收藏品。1984年張添根70大壽宴會上，其子女決定創設美術館以達成其心願：先是在1989年成立「鴻禧藝術文教基金會」，1991年元月17日鴻禧美術館正式落成開幕，設於臺北市中正區仁愛路二段63號地下一樓。同年張添根名列美國《藝術新聞》世界排名前兩百的藝術收藏家，1992年《日經藝術》推出亞洲四小龍的藝術市場專題報導，並訪問張添根、張建安兄弟二人。該美術館以中國傳統文物為主，主要收藏分成陶瓷器、書畫、佛像、雅趣品錄等四類，另有齊白石、張大千、徐悲鴻等近代名家之作，總收藏量超過3萬件。
1996年張添根過世，享壽82歲。

## 內部連結
- 鴻禧企業集團
- 鴻禧美術館
- 國產汽車股份有限公司